# Орден Пошани (Вірменія)
Орден Пошани — державна нагорода Республіки Вірменії.
Заснований 27 липня 2000 року.

## Підстави для нагородження
Нагородження орденом Пошани проводиться за захист державних і національних інтересів Республіки Вірменії, за особливі заслуги в утвердженні незалежності, демократії, за встановлення, зміцнення і розвиток дружби з Республікою Вірменією, а також за значний внесок у зміцнення миру між народами.

## Нагороджувані
З момента заснування у 2000 році Орденом Пошани нагороджувалися:
- глави іноземних держав та урядів;
- дипломатичні представники іноземних держав;
- іноземні політичні діячі, діячі економіки, культури, громадські діячі, благодійники;
- представники міжнародних організацій, які не є громадянами Республіки Вірменія; іноземні релігійні діячі.

Із заснуванням 22 грудня 2010 року Ордена Слави, статут Ордена Пошани був змінений, і ним стали нагороджуватися і громадяни Вірменії. Натомність іноземних громадян почали нагороджувати Орденом Слави.

## Кавалери
В різні роки багато відомих політичних, культурних, спортивних, військових і громадських діячів було нагорджено цим орденом. Серед них:
- Режисер Карен Шахназаров (2013)[2]
- Екс-прем'єр-міністр Росії, Генеральний директор Державної корпорації з атомної енергії «Росатом» Сергій Кірієнко (2012)[3]
- Піаніст світової величини Євген Кісін (2012)[4]
- Віце-президент Російської футбольної спілки Микита Симонян (2011)[5]
- Народний артист СРСР Армен Джигарханян (2010)[6]
- Глава УЄФА Мішель Платіні (2010)[7]
- Письменник і сценарист Тоніно Гуерра (2010)[8]
- Російський письменник, публіцист і кінодраматург Кім Бакші (2012)[9]
- Музикант британської групи Queen Браян Мей (2010)[10]
- Радянський розвідник, Герой Радянського Союзу Геворк Вартанян (2009)[11]
- Французький композитор, піаніст і диригент Мішель Легран (2009)[12]
- Жан Жансем — французький художник вірменського походження